# Złota reguła akumulacji kapitału
Złota reguła akumulacji kapitału określa stopę oszczędności, która maksymalizuje wielkość konsumpcji w gospodarce znajdującej się w stanie ustalonym w modelu wzrostu Solowa. Jej autorem jest Edmund Phelps. Na ścieżce zrównoważonego wzrostu konsumpcja równa się produktowi pomniejszonemu o inwestycje odtworzeniowe. Przy ustalonych wartościach przyrostu naturalnego (n), tempa postępu technologicznego (g) oraz amortyzacji {\displaystyle (\delta )} istnieje tylko jedna taka wartość kapitału (k), dla której gospodarka znajduje się w stanie stacjonarnym. Wartość ta zależy od stopy oszczędności (s). Możemy zatem zapisać, że wartość konsumpcji per capita w stanie ustalonym wynosi:
{\displaystyle c=(1-s)f(k).}
Ponieważ w stanie stacjonarnym:
{\displaystyle sf(k)=(n+g+\delta )k,}
można obliczyć wartość konsumpcji daną przez:
{\displaystyle c(s)=f(k)-(n+g+\delta )k.}
Po obustronnym zróżniczkowaniu po zmiennej k otrzymujemy
{\displaystyle {\frac {\partial f(k)}{\partial k}}=(n+g+\delta ).}
Aby doprowadzić do stanu zrównoważonego wzrostu, w którym ilość kapitału zgodna jest ze złotą regułą, rząd powinien wpływać na zmianę stopy oszczędności.